# Historia plantarum (Theophrastos von Eresos)

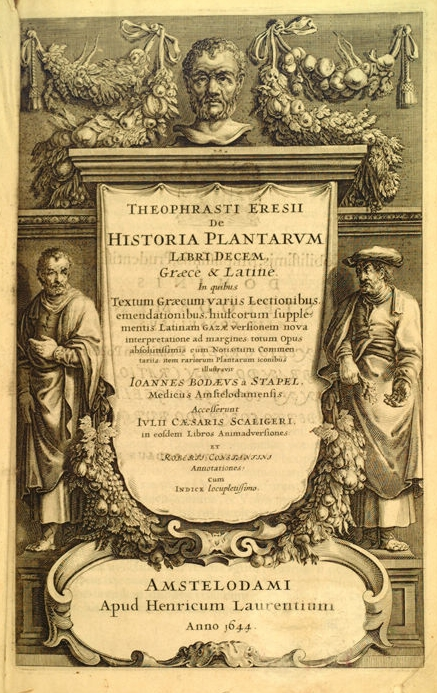
Frontispiz einer illustrierten Ausgabe der Historia Plantarum des griechischen Gelehrten Theophrast (aus dem Jahr 1644)

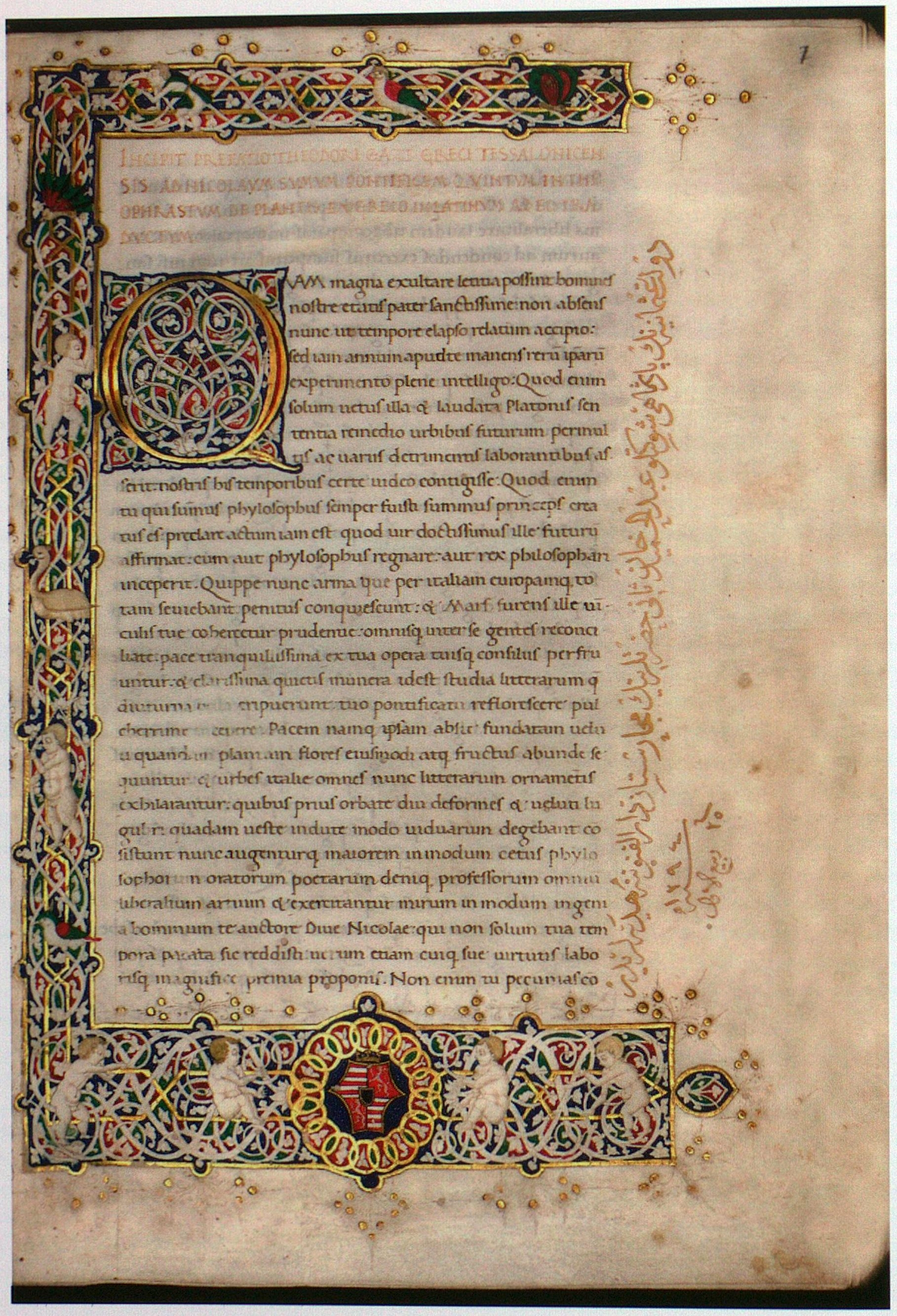
Der Anfang von Gazas Vorrede zu seiner lateinischen Übersetzung von Theophrasts Historia plantarum in der 1460/1470 angefertigten Handschrift Budapest, Egyetemi Könyvtár, Cod. Lat. 1, fol. 1r

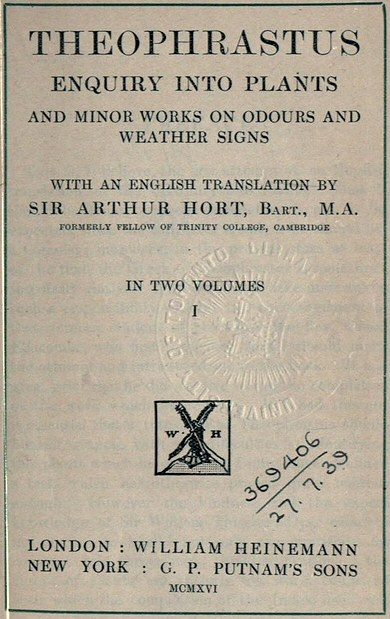
Titelseite der Ausgabe von Arthur Hort mit parallelem Text (griechisch/englisch), 1916

Historia plantarum (altgriechisch Περὶ φυτῶν ἱστορίας; deutsch Über die Geschichte der Pflanzen) ist das grundlegende Werk des Theophrastos von Eresos zur Botanik.

## Kurzeinführung
Die Abhandlung besteht aus neun Büchern und befasst sich mit der Systematik, Morphologie und Anatomie der Pflanzen. Theophrastos’ Werk beschreibt etwa 500 Pflanzenarten. Das Traktat wurde erst im 15. Jahrhundert von Theodorus Gaza ins Lateinische übersetzt. Eine englische Übersetzung unter dem Titel Enquiry into Plants von Arthur Hort erschien in der Reihe der Loeb Classical Library. Ein reprografischer Nachdruck der älteren deutschen Übersetzung von Kurt Sprengel erschien bei der Wissenschaftlichen Buchgesellschaft in Darmstadt.

## Inhalt
Theophrastus vergleicht die Pflanzen mit den Tieren aufgrund des Fehlens des Prinzips der Motilität. Anschließend geht er auf die Pflanzenteile ein und unterscheidet zwischen Blättern, Wurzeln, Rinde, Früchten, Saft, Stamm und Zweigen. Die Pflanzen selbst klassifiziert er in Bäume, Sträucher, Stauden und Kräuter. Im letzten Buch 9 befasst sich Theophrastos mit den medizinischen Eigenschaften der Pflanzen. So schreibt er, dass die Wurzel des Farns ein Mittel gegen Würmer sei.
Der Codex Urbinas, aufbewahrt in der Vatikanischen Bibliothek, gilt als der beste aller Handschriften von Theophrastus, der Codex Parisiensis, aufbewahrt in Paris, enthält beträchtliche Auszüge usw. Die lateinische Übersetzung von Theodorus Gaza, die 1483 in Treviso gedruckt wurde, hat bis heute nichts von ihrer Bedeutung eingebüßt, denn Gaza übersetzte aus einem anderen Manuskript als alle bisher bekannten.
Zu dem Buch über die Benennung von Namen bzw. die Suche nach Ordnung in der Welt der Pflanzen der britischen Gartenbau-Autorin Anna Pavord (The Naming of Names: The Search for Order in the World of Plants) wurde angemerkt:

“In Athens, Aristotle’s pupil, Theophrastus, is the first man ever to write a book about plants. What should these things properly be called, he asks. How can we sort and order them? The debate continues still, two thousand years later. Gradually, over a long period in Europe, plants assumed identities and acquired names.”

„In Athen schreibt der Schüler des Aristoteles, Theophrastus, als erster Mensch ein Buch über Pflanzen. Wie sollen diese Dinge richtig heißen, fragt er. Wie können wir sie sortieren und ordnen? Die Debatte geht auch zweitausend Jahre später noch weiter. Über einen langen Zeitraum hinweg nahmen die Pflanzen in Europa nach und nach Identitäten an und erhielten Namen.“

Theophrasts Werk ist auch eine der wichtigen Quellen zur Geschichte der vorsokratischen Philosophie.
Ein anderes den Pflanzen gewidmetes Werk von Theophrastos ist sein De causis plantarum.